# Буфало (Северна Дакота)
Буфало (енгл. Buffalo) град је у америчкој савезној држави Северна Дакота.

## Демографија
По попису из 2010. године број становника је 188, што је 21 (-10,0%) становника мање него 2000. године.
| Група             | 2000.       | 2010.       |
| Белци             | 207 (99,0%) | 174 (92,6%) |
| Афроамериканци    | 0 (0,0%)    | 1 (0,5%)    |
| Азијати           | 0 (0,0%)    | 1 (0,5%)    |
| Хиспаноамериканци | 0 (0,0%)    | 0 (0,0%)    |
| Укупно            | 209         | 188         |